# Peeya Wantayon
 (mai 2019).
Peeya Wantayon ou Piya Wimookdayon (Thaï : ปิยะ วิมุกตายน (เอ็กซ์)), né le 23 octobre 1979 à Bangkok, est un acteur thaïlandais.

## Filmographie
- 2004 : Garuda, le retour du dieu prédateur
- 2007 : Me... Myself